# 福島県立小高工業高等学校
福島県立小高工業高等学校（ふくしまけんりつ おだかこうぎょうこうとうがっこう）は、福島県南相馬市小高区にあった県立高等学校。
2011年3月11日の東北地方太平洋沖地震（東日本大震災）により被災し、また同地震に伴って発生した福島第一原子力発電所事故により学校を含む地域が警戒区域に指定されたため、仮設校舎に移転していた。 2017年3月31日に閉校となり、福島県立小高商業高等学校と統合する形で新設校「福島県立小高産業技術高等学校」となった。

## 設置学科
- 全日制課程（各科の募集定員は2014年4月1日現在）
  - 機械科 定員：40名
  - 電気科 定員：40名
  - 工業化学科 定員：40名
  - 電子科 募集停止※

※ 電子科は、2013年4月1日以降募集停止。

## 沿革
- 1963年（昭和38年）
  - 4月1日 - 開校。学科は機械、精密機械、電気、電子、工業化学、化学工学
  - 4月22日 - 授業開始。この日を創立記念日に制定
- 1974年（昭和49年）4月 - 学科再編（機械、精密機械、電気、電子、工業化学）
- 1975年（昭和50年）4月 - 学科再編（機械、電気、電子、工業化学)
- 2011年（平成23年）3月11日 - 東日本大震災発生
- 2013年（平成25年）4月 - 電子科募集停止
- 2017年（平成29年）3月 - 閉校

## 所在地・アクセス
- 南相馬市小高区吉名字玉ノ木平78
  - JR常磐線小高駅より徒歩24分

※震災前。仮設校舎の所在地は南相馬市原町区高見町一丁目5（南相馬市サッカー場）。

## 著名な出身者
- 井戸川克隆 - 福島県双葉町長（第5代）
- 中居謹蔵 - プロ野球選手
- 渡部一夫 - 南相馬市議会議員、衆議院議員（1期）、原町市議会議員（2期）
- 渡邉一成 - 競輪選手、北京オリンピック・ロンドンオリンピック日本代表選手

## 東日本大震災に伴う措置
東北地方太平洋沖地震により被災したためと、福島第一原子力発電所事故により避難指示が出された福島第一原子力発電所を中心とする半径20km以内の地域にあるため、福島県立平工業高等学校に仮の事務所が設けられた。また、入試に関しては合否判定が不可能となったためII期選抜試験受験者全員を合格とする措置がとられた。2011年度は平工業高校・二本松工業高校・郡山北工業高校・相馬高校・会津工業高校にサテライト校を設置して授業を実施し、2012年度からは南相馬市サッカー場に仮設校舎を設置して授業を行っている。専門教科の実習設備に関しては平成24年度初頭の段階では全く無い状態であり、福島工業高校や川俣高校へ出向いての授業があったり、特別教室がほとんど無いため近隣の南相馬市体育館の部屋を間借りして授業するケースが存在するなど、学習環境については課題も多い。
少子化に伴う生徒数の減少に対応するため、2017年4月をもって小高商業高校と統合し、福島県立小高産業技術高等学校が開校するのに伴い、3月に閉校することとなった。